# 에릭 하이든
에릭 아서 하이든(영어: Eric Arthur Heiden, 1958년 6월 15일~)은 미국의 스피드스케이팅 선수이다. 1980년 레이크플래시드 동계 올림픽에서 5관왕이 되며 스피드스케이팅에 걸린 모든 금메달을 땄다.
위스콘신주 출신으로 어릴 적부터 스케이트 선수로 두각을 나타냈다. 1976년 이탈리아에서 열린 세계 주니어 선수권 대회에서 종합 2위를 차지하였다. 대한민국의 이영하가 종합 우승을 한 당시 대회에서 1500m 종목에서는 이영하를 꺾고 주니어 세계신기록으로 가장 좋은 기록을 냈다. 곧이어 오스트리아 인스브루크에서 열린 제12회 동계 올림픽에 참가하였다. 이듬해인 1977년 독일에서 열린 세계 주니어 선수권 대회에서는 여러 종목에서 주니어 세계신기록을 세우며 종합 우승하였다. 1978년 캐나다 몬트리올에서 열린 세계 주니어 선수권 대회에서는 전종목을 석권하며 다시 종합 우승하였다. 또 이 무렵부터 성인 무대에서도 단거리와 장거리 모두 세계 상위권에 들며 여러 차례 세계 신기록을 세우기 시작했다.
미국 레이크플래시드에서 열린 제13회 동계 올림픽에서 가장 주목받는 선수 중 하나가 되었다. 개최국에서 가장 기대받는 선수로 개회식에서는 선수단을 대표하여 선서를 하였다. 이 대회에서 남자 스피드스케이팅 500m·1000m ·1500m·5000m·10000m 을 석권하며 남자 스피드스케이팅에 걸린 5개의 금메달을 모두 땄으며, 동계 올림픽 사상 한 대회에서 가장 많은 금메달을 획득한 선수로 기록되었다.
동계 올림픽 외에도 1976년~1980년 세계 스프린트 선수권 대회와 1977년~1979년 세계 종합 선수권을 석권하는 등 5년 남짓한 그의 길지 않은 스피드 스케이팅 선수 생활 동안 화려한 기록을 남겼다.
1980년 시즌을 끝으로 스피드 스케이팅 경기에는 참가하지 않았고, 전부터 병행하던 사이클에 집중했다. 모스크바 올림픽에도 참가하려 했으나, 미국이 이 대회를 보이콧한데다가 그 자신도 국내 예선에서 탈락하여 뜻을 이루지 못했다. 그 후 1986년 투르 드 프랑스 대회에 참가하였다.
위스콘신 대학교와 스탠퍼드 대학교에서 이학을 전공했으며, 스탠퍼드 대학교에서 의학 박사 학위를 취득하고 의사가 되었다. 프로농구 NBA 새크라멘토 킹스의 팀닥터로 일했고, 미국 스피드 스케이팅 대표팀 팀닥터로도 활동했다. 2004년 서울에서 열린 스피드스케이팅 세계 종목별 대회에 팀닥터로 참가하여 대한민국을 방문했고, 주니어 시절 강력한 경쟁자였던 이영하를 만나고 싶다고 한 바 있다.
여동생 베스 하이든도 스피드스케이팅 선수로 1980년 동계 올림픽 여자 3000m 부문에서 동메달을 땄다.